# Naar de klote!
Naar de klote! is een Nederlandse film uit 1996. Het mag zich de eerste film uit de Nederlandse dancescene noemen.
De film kwam uit in een periode dat de Nederlandse hardcore house-scene zich op zijn hoogtepunt bevond en het recreatief gebruik van xtc onder de jeugd steeds vaker plaatsvond.

## Verhaal
Twee verliefde tieners trekken naar de grote stad (Amsterdam) en komen al gauw in de wereld van house en trance terecht, waarbij ze ook in aanraking komen met drugs. De jongen brengt zijn dagen al blowend door op de bank, terwijl zijn vriendin xtc-pillen probeert te verkopen en zelf ook wordt meegesleept in de onderwereld van de drugs, zo erg dat ze elkaar uit het oog verliezen.

## Naamgeving
De titel van de film is afgeleid van de hit Alles naar de klote van de Rotterdamse hardcorehouse-formatie Euromasters.
De film werd ondersteund door een goed verkopend album met nummers van onder anderen Party Animals, Flamman & Abraxas en Deepzone.

## Rolverdeling
| Acteur            | Personage |
| ----------------- | --------- |
| Tygo Gernandt     | Martijn   |
| Thom Hoffman      | Dj Cowboy |
| Hugo Metsers III  | JP        |
| Fem van der Elzen | Jaqueline |
| Mike Libanon      | Winston   |
| Jorinde Moll      | Yoyo      |
| Jimmy Gulzar      | Fundi     |
| Afke Reijenga     | DD        |